# ジャン＝ジャック・バール
ジャン＝ジャック・バール（Jean-Jacques Barré、1901年 - 1978年1月1日）はフランスの宇宙工学の先駆者である。彼はフランスで最初期の液体燃料ロケットであるEA-41とEOLE(EA 46)ロケットの設計者として知られる。

## 来歴
ジャン＝ジャック・バールは1924年にエコール・ポリテクニークを卒業後、フォンテーヌブローの砲兵学校に入校した。彼は当時天文学に関心を抱き、1923年から1934年に複数の記事を寄稿した。1927年に彼はフランスの航空工学と宇宙工学の先駆者であるロベール・エスノー＝ペルトリ(Robert Esnault-Pelterie)の講義を受講した。ロケットによる上層大気の調査や惑星間旅行の可能性に関して学んだ。この講義はおそらく彼のロケット開発の動機となったと考えられる。
1927年から1922年にジャン＝ジャック・バールはロケットの研究をフランスの宇宙工学の先駆者であるロベール・エスノー＝ペルトリと共に取り組んだ。彼は1935年に戦争での契約を獲得した。第二次世界大戦の開始で彼の開発は無誘導の16kgのロケット推進式対航空機砲弾が注目された。独仏休戦協定後も彼は自由地帯でEA-41 (EA-推進式機械)の研究を継続した。:このロケットは重量100 kg、全長3.13 mで直径が26 cmで25 kgの重量物を100 kmの距離まで運ぶ能力を有した。これは液体酸素とガソリンを窒素ガスで加圧してエンジンに供給して1トンの推力を生み出した。戦局によりロケットの試験は中断したものの、1945年から1946年にかけて7回打ち上げられ、3回成功した。
1946年にジャン＝ジャック・バールは弾道技術・航空力学研究所(LRBA)に参加して300kgの重量物を1000km輸送できる弾道ミサイルの開発を開始して、そこで開発されたEOLE(EA 46)ロケットは液体酸素とガソリンを推進剤とするEA-41の特徴を取り入れており、大型化され、全長11m、直径80 cmで重量は3.4トンで地上試験中の爆発後、推進剤として使用されていたガソリンはエチルアルコールに換えられた。地上試験は1950年から1952年に実施された。ジャン＝ジャック・バールは射点のガイドレールの長さが21m以上でなければ、空力的な安定を得るための十分な速度に到達しない事を見出した。
(ブースターの離陸に関する)開発の保留中の1952年11月にアマギールで(推進剤が完全には満たされていない)軽量のロケットが2回打ち上げられ、その結果、両機共に音速を超える時に尾部が分解して失敗した。この計画は1952年9月30日に中止され、1960年代にHM4の開発に着手されるまで、しばらくの間、極低温推進剤の使用が中断した。
1960年に退役後、スネクマ等でコンサルティングとして勤務して1978年に77歳で亡くなった。

## 文献
- Jean-Jacques Barré pionnier français des fusées et de l'astronautique de Jacques Villain SEP, 1993